# Clo-Clo
Clo-Clo (niem.: Clo-Clo) – operetka Franza Lehára w trzech aktach z 1924 roku. Premiera miała miejsce 8 marca 1924 roku w Wiedniu w Bürgertheater. Libretto zostało napisane przez Bélę Jenbacha.

## Historia
Po niepowodzeniu Żółtego kaftana Lehár chętnie wziął na warsztat libretto przyniesione mu przez Bélę Jenbacha: pogodne, bzdurne, takie jakiego domagała się publiczność, a w gruncie rzeczy i krytycy, choć wyśmiewali potem niedorzeczności tekstu. Libretto zatytułowane Clo-Clo zawierało ponadto dobrą rolę dla Louise Kartousch, dla której kompozytor dawno już przyrzekał napisać operetkę. Temat zaczerpnął Jenbach z farsy Wiele hałasu o dziecko (Schrei nach dem Kinde) autorstwa dwóch wiedeńczyków Aleksandra Engela i Juliusa Horsta, którzy w swej sztuce pomieścili mnóstwo zaskakujących i zabawnych sytuacji wzorowanych na francuskich farsach Feydeau czy Flersa i Caillaveta. Po śmierci Karczaga i objęciu dyrekcji Theater an der Wien przez Huberta Marischkę, który całkowicie zmienił profil teatru, Lehár uzgodnił z Jenbachem, że premiera odbędzie się w Bürgertheater.
Operetkę, której premiera odbyła się 8 marca 1924 roku, przyjęto owacyjnie. Ucieszyli się nawet recenzenci, radośnie witając fakt, że "ojciec elegijnej operetki" nareszcie się uśmiechnął. Rola Clo-Clo przyniosła też wielki sukces Louise Kartousch.

## Treść
Bohaterka opowieści jest francuską kokotą, którą wielbi - podczas wypadów do Paryża - pan Severin, burmistrz miasteczka Perpignan. Po jednej z takich "służbowych" podróży do Paryża, żona burmistrza, pani Meluzyna, znajduje w kieszni jego żakietu bilecik od Clo-Clo: Kochany Papciu przyślij mi szybko trochę forsy. Pani Meluzyna jest przekonana, że mąż ukrywa przed nią swą nieślubną córkę, grzech młodości, i podąża jego śladem do Paryża. Tam odnajduje oboje i domaga się, by biedne dziecko zabrać do ojcowskiego domu do Perpignan.
Severin jest zakłopotany, lecz Clo-Clo, której grozi właśnie więzienie za obrazę sądu, chętnie przystaje na propozycję i wyjeżdża na prowincję, odgrywając grzeczną dziewczynkę. Spokojny domek burmistrza przeżywa niezwykłe chwile. Najpierw zjawia się w nim Maxim, kochanek Clo-Clo, namawiając ją, by wróciła na drogę grzechu. Później przyjeżdżają minister, notable i pół miasteczka, by z okazji 60. urodzin burmistrza złożyć mu gratulacje i przypiąć order. Oczarowani wdziękiem i urodą Clo-Clo wszyscy zostają. Na koniec wpada policja, by poszukiwaną od dawna panienkę zamknąć w więzieniu.
W więzieniu czar Clo-Clo bynajmniej nie słabnie. Strażnicy oddają jej do dyspozycji luksusowy apartament. minister roztacza nad nią osobistą opiekę, nawet Maxim otrzymuje przepustkę do celi więziennej. Tylko skruszony "Papcio" Severin musi wrócić do domu, do pani Meluzyny.